# Рязанцева Олександра Юріївна
Олекса́ндра Ю́ріївна Ряза́нцева (нар. 2 червня 1984, Ялта, Кримська область, Українська РСР, СРСР — пом. 11 червня 2024, Житомир, Україна) — українська стилістка, військовослужбовиця, учасниця Революції гідності.

## Біографія
Народилася 2 червня 1984 в Ялті в родині військових. За порадою Андрія Кузьменка стала стилісткою та художницею з костюмів.
Під час перевезення костюмів до Жовтневого палацу в ніч проти 30 листопада 2013 стала випадковим свідком побиття студентів на Майдані Незалежності. Брала участь в Революції гідності, під час якої витягувала поранених на вулиці Інститутській, згодом її історія увійшла до документальної стрічки «Жіноче обличчя революції».
У березні 2014 року разом з іншими активістками вирушила до Криму, який вже був окупований російськими військовими без розпізнавальних знаків. Проте на контрольно-пропускному пункті потрапила в полон до росіян. Рязанцеву тримали в Севастополі, де вона пробула п'ять днів.
Мешкала в Ірпені, співпрацювала з акторами «Кварталу 95», займалася костюмами президента України Володимира Зеленського та ведучих телешоу «Орел і решка». До 2022 року відкрила власну костюмерну і працювала з відомими артистами: з гуртами Бумбокс, O'Torvald і Kozak system, співачками Тіною Кароль та Ламою, з журналом Viva. Входила до п'ятірки найуспішніших стилістів та вдягала українських зірок шоубізнесу.
На початку повномасштабного вторгнення Росії в Україну у лютому 2022 року долучилася до лав територіальної оборони, виконувала завдання в Гостомелі та Київській області. В інтерв'ю виданню «Цензор. НЕТ» розповідала, що «мріє заїхати у рідний Крим на танку». Пізніше перевелася в 78-й окремий десантно-штурмовий полк «Ґерць» і брала участь у боях за Бахмут.
Померла 11 червня 2024 року від серцевої недостатності в лікарні Житомира. Прощання з Олександрою Рязанцевою відбулося у Михайлівському соборі, після поминальної ходи до Майдану Незалежності похована на Берковецькому кладовищі.